# Interflug
Interflug GmbH (in tedesco Interflug Gesellschaft für internationalen Flugverkehr mbH; [ˈɪntɐfluːk]) era la compagnia aerea di bandiera della Repubblica Democratica Tedesca dal 1963 al 1990. Con sede a Berlino Est, operava voli di linea e charter verso destinazioni europee e intercontinentali dal suo hub all'aeroporto di Berlino-Schönefeld, concentrandosi sui paesi del Comecon. A seguito della riunificazione tedesca, la società venne liquidata.

## Storia

### I primi anni
Fino al 1945, la Deutsche Luft Hansa aveva servito come compagnia di bandiera tedesca. Dopo la fine della seconda guerra mondiale e la successiva occupazione alleata della Germania, tutti gli aerei del paese furono sequestrati e la compagnia aerea fu liquidata. Nel 1954, una società della Germania Ovest acquisì il marchio Lufthansa. Nel 1955, Deutsche Lufthansa venne fondata come compagnia di bandiera della Germania Est rivale. Presto divenne ovvio che la compagnia aerea della Germania orientale avrebbe probabilmente perso una causa per l'uso del marchio Lufthansa. Di conseguenza, Interflug venne costituita il 18 settembre 1958 come compagnia di "back-up", inizialmente intesa a completare l'industria aeronautica della Germania Est operando voli charter. Nel 1963, la Lufthansa della Germania dell'Est fu liquidata, ufficialmente a causa della scarsa redditività. Il suo personale, la flotta di aerei e la rete di rotte furono trasferiti a Interflug, che d'ora in poi servì come vettore di bandiera della Germania orientale.

### Vettore di bandiera

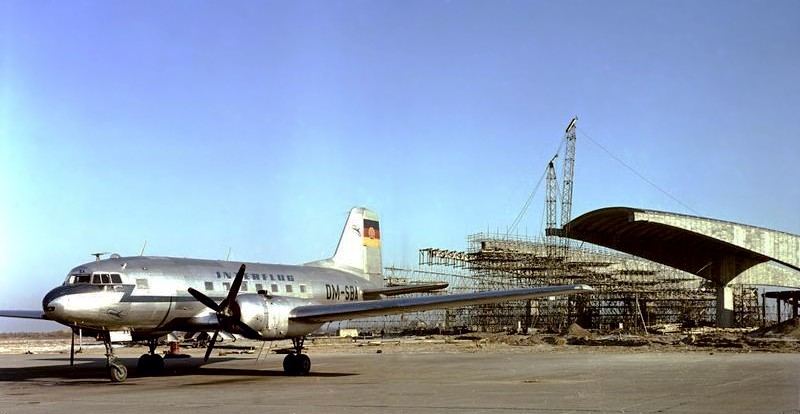
Un Ilyushin Il-14 a Berlino nel 1961.

In quanto compagnia aerea statale, Interflug con i suoi circa 8.000 dipendenti era sotto il controllo del Consiglio di difesa nazionale, che deteneva il comando supremo delle forze armate della Germania Est. La maggior parte dei piloti erano ufficiali di riserva dell'Esercito popolare nazionale (e come tali dovevano essere membri del Partito socialista unitario della Germania), e tutti i suoi aerei avrebbero potuto essere requisiti per scopi militari in qualsiasi momento. Klaus Henkes, che divenne direttore generale della compagnia aerea nel 1978, aveva precedentemente servito come generale dell'aeronautica della Germania Est. I candidati per il lavoro di assistente di volo dovevano essere approvati dalla Stasi, al fine di valutare la loro cosiddetta affidabilità politica, riducendo al minimo lo spionaggio e i tentativi di fuga nei paesi occidentali.
Negli anni '60, la compagnia aerea vide una crescita significativa, sia per quanto riguarda la sua rete di rotte che per la flotta di aerei di costruzione sovietica. Il turboelica Ilyushin Il-18 divenne la spina dorsale dei voli a corto raggio di Interflug durante quel periodo. La compagnia prevedeva di diventare l'operatore principale del Baade 152, il primo aereo di linea a reazione costruito nella Germania dell'Est. Lo sviluppo non andò mai oltre la fase del prototipo e fu abbandonato nel 1961. Nel 1969 fu introdotto il Tupolev Tu-134, il primo aereo di linea a reazione operato da Interflug. Era operato sulle rotte europee. L'Il-62 a lungo raggio entrò a far parte della flotta nel 1971. Nello stesso anno, il numero di passeggeri annuali raggiunse il milione.
In seguito alla crisi energetica degli anni '70, con i prezzi del carburante in aumento, Interflug smantellò gradualmente la sua rete di rotte interne. L'ultimo volo ebbe luogo nell'aprile 1980.

### Riunificazione tedesca

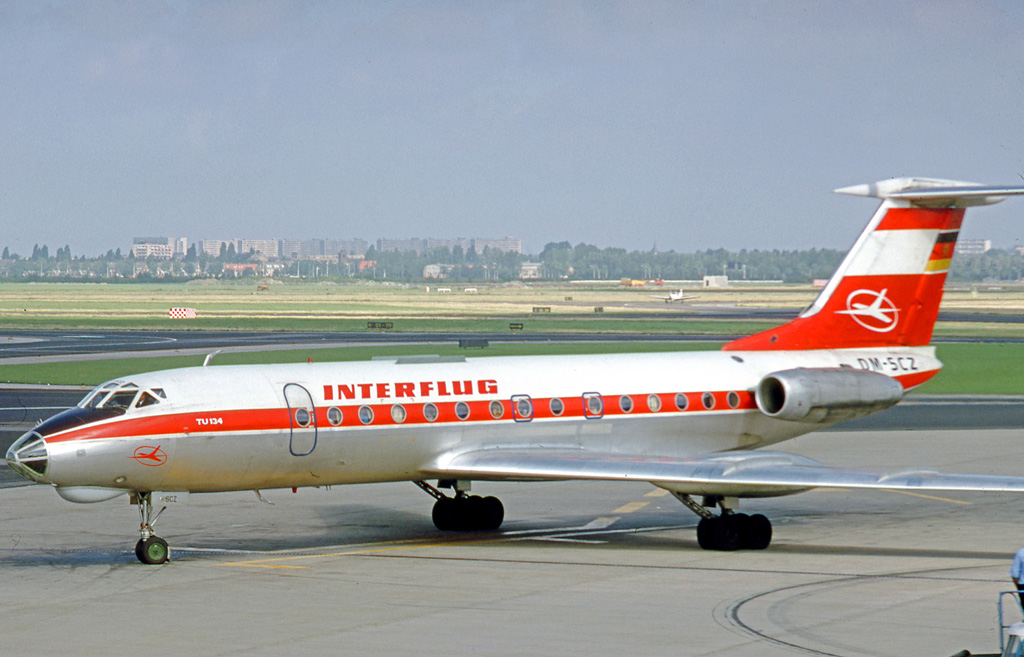
Un Tupolev Tu-134.

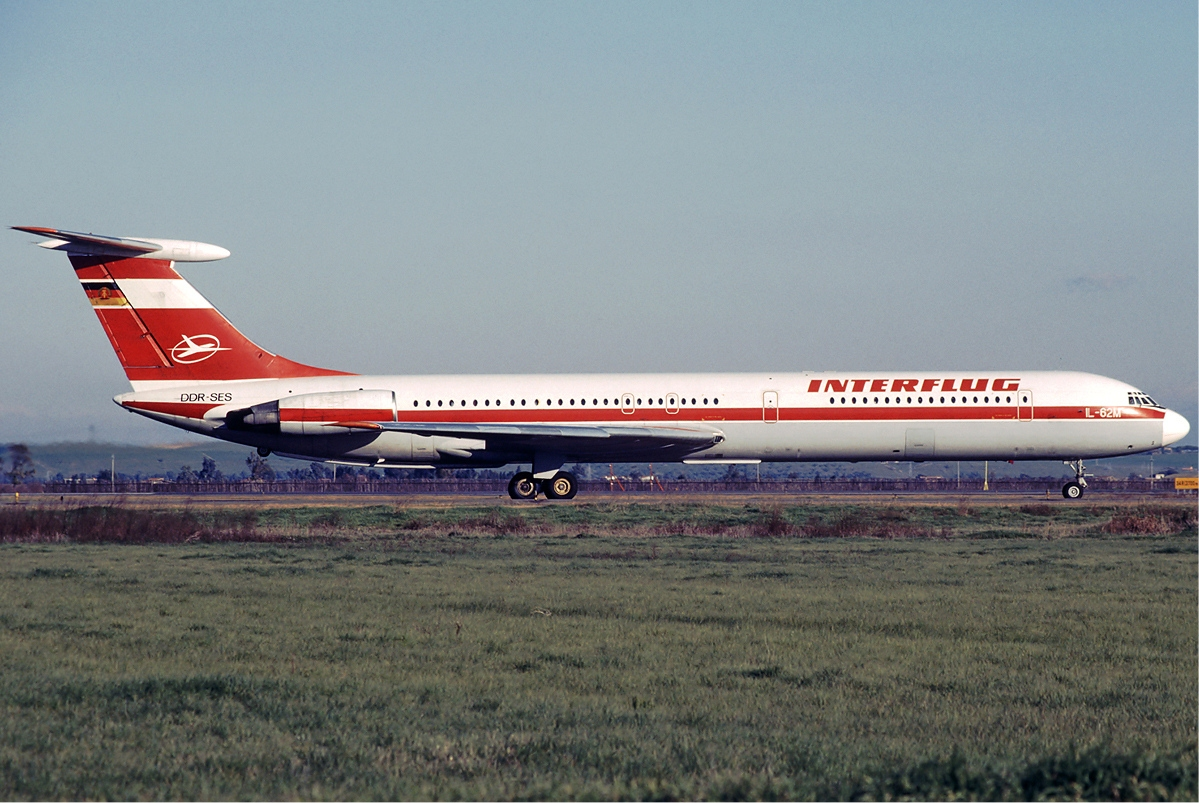
Un Ilyushin Il-62.

Durante gli anni '80, Interflug dovette far fronte a problemi crescenti a causa dell'invecchiamento della sua flotta: l'efficienza si dimostrava inferiore rispetto agli aerei di linea occidentali contemporanei e le normative riguardo al rumore prodotto fecero sì che la compagnia dovesse pagare maggiori tasse per operare in alcuni aeroporti. per dare fiato alla Perestroika, gli aerei di linea occidentali furono esentati dall'embargo commerciale nel 1988. Nello stesso anno, Interflug stipulò un ordine per tre Airbus A310, per un valore di 420 milioni di DM. L'accordo era stato ottenuto con la sponsorizzazione di Franz Josef Strauss, allora Ministro-Presidente della Baviera, presidente del consiglio di sorveglianza di Airbus e responsabile dei prestiti della Germania Ovest concessi alla Germania Est.
Il primo Airbus A310 venne consegnato a Interflug il 26 giugno 1989. Gli equipaggi della Germania Est venivano addestrati nella Germania Ovest; lì veniva eseguita anche la manutenzione. L'A310 consentiva voli senza scalo per Cuba (in precedenza, i voli avevano bisogno di una sosta per il carburante all'aeroporto internazionale di Gander in Canada).
A seguito della caduta del muro di Berlino il 9 novembre 1989 e dei successivi cambiamenti politici nella Germania Est, diverse compagnie aeree straniere espressero l'intenzione di rilevare parti della compagnia altamente non redditizia, al fine di ottenere un controllo sul mercato del traffico aereo tedesco, soprattutto Berlino. All'inizio di marzo 1990, Lufthansa firmò una lettera di intenti per acquisire il 26% di Interflug, ma l'offerta venne bloccata dal Federal Cartel Office. Nemmeno i piani per l'acquisizione da parte di British Airways si concretizzarono (la Deutsche BA venne costituita nel 1992). Il 1º luglio 1990, Interflug divenne membro della International Air Transport Association (IATA).
In conseguenza della riunificazione tedesca del 3 ottobre 1990, Interflug passò sotto l'amministrazione del Treuhandanstalt, insieme a tutte le altre proprietà statali della Germania Est. Poiché non era stato possibile trovare investitori, il 7 febbraio 1991 venne annunciato che Interflug (che allora aveva 2.900 dipendenti e 20 aeromobili) sarebbe stata liquidata. Successivamente, la compagnia aerea venne smantellata. L'ultimo volo commerciale (sulla rotta Berlino-Vienna-Berlino utilizzando un Tu-134) venne effettuato il 30 aprile 1991.

## Flotta
Data l'appartenenza della Repubblica Democratica Tedesca al patto di Varsavia, la compagnia per lungo tempo poté servirsi unicamente di aerei di fabbricazione sovietica; solo nei suoi ultimi anni d'attività poté dotarsi di velivoli costruiti in occidente (segnatamente Airbus e de Havilland Canada).
Flotta operativa nel 1989
- 3 Airbus A310-300
- 8 Ilyushin Il-18
- 11 Ilyushin Il-62
- 18 Tupolev Tu-134

### Flotta storica
- Antonov An-2
- Antonov An-24
- de Havilland Canada Dash 8-100
- Ilyushin Il-14
- Let L-410
- Super Aero-45

## Incidenti
- Il 14 agosto 1972 il volo Interflug 450, un Ilyushin Il-62 registrato come DM-SEA, precipitò poco dopo il decollo dall'aeroporto di Berlino-Schönefeld, in quegli anni Germania Est; l'aereo stava operando un volo charter verso Burgas, in Bulgaria. L'incidente venne causato da un incendio nella stiva di poppa. Morirono tutti i 156 passeggeri e membri dell'equipaggio. Al 2023, è il peggior incidente aereo avvenuto su suolo tedesco.[19]
- IL 1º settembre 1975 il volo Interflug 1107, un Tupolev Tu-134, si schiantò durante l'avvicinamento a Lipsia, provocando la morte di 27 dei 34 a bordo.[20]
- Il 26 marzo 1979, l'Ilyushin Il-18 di marche DM-STL si schiantò durante il decollo dall'aeroporto Luanda-4 de Fevereiro in Angola. Morirono tutti i dieci occupanti.[21]
- Il 17 giugno 1989, il volo Interflug 102, un Ilyushin Il-62, rimase distrutto a seguito di un incidente durante un'uscita di pista durante il decollo dall'aeroporto di Berlino-Schönefeld, Germania Est. Dei 113 occupanti, 21 persero la vita.[22]